# Kho báu Lima
Kho báu Lima là kho báu được chôn giấu trong truyền thuyết có khả năng bị di dời khỏi Lima, Peru vào năm 1820 và không bao giờ tìm lại được nữa. Kho báu này ước tính có giá trị lên tới 160 triệu bảng Anh hoặc 208 triệu đô la Mỹ theo thời giá hiện nay.

## Lịch sử
Đế quốc Tây Ban Nha từng nắm quyền kiểm soát Lima từ thế kỷ 16 khi họ đánh bại được người Inca. Trong những thế kỷ về sau, Giáo hội Công giáo Rôma đã thu thập được một kho báu khổng lồ ở Lima. Vào đầu thế kỷ 19, Tây Ban Nha bắt đầu gặp khó khăn với các thuộc địa do vấp phải mấy cuộc chiến tranh giành độc lập ở Nam Mỹ. Lima cũng không phải là ngoại lệ, vào năm 1820, thành phố này phải chịu áp lực nặng nề và cuối cùng phải sơ tán. (Xem thêm Chiến tranh giành độc lập Peru.)
Năm 1820, Lima đang trên bờ vực của cuộc nổi dậy. Nhằm đề phòng nguy cơ chiến loạn xảy ra, Phó vương Lima quyết định vận chuyển kho báu của thành phố này đến México để bảo quản an toàn. Kho báu này bao gồm đá nạm ngọc, chân đèn và hai bức tượng bằng vàng nguyên khối có kích thước bằng người thật của Đức Mẹ Maria đang bồng Chúa Giê-su. Tổng cộng, kho báu được định giá từ 12 triệu đến 60 triệu đô la Mỹ.
Thuyền trưởng William Thompson, chỉ huy tàu Mary Dear được giao nhiệm vụ vận chuyển số của cải này tới México. Thompson và thủy thủ đoàn của vị thuyền trưởng này tỏ ra không thể cưỡng lại sự cám dỗ; họ bỗng hóa thành cướp biển, cắt cổ đám lính canh và linh mục đi cùng, rồi cho ném xác họ xuống biển.
Thompson liền dong buồm đi đến Đảo Cocos, ngoài khơi bờ biển Costa Rica ngày nay, thế rồi ông và người của mình được cho là đã chôn cất kho báu này ngay tại đây. Họ mới quyết định cả nhóm sẽ tách rời và xóa bỏ dấu vết cho đến khi tình hình lắng dịu, lúc đó họ sẽ tập hợp lại để chia nhau chiến lợi phẩm.
Tuy nhiên, tàu Mary Dear đã bị bắt và thủy thủ đoàn bị xét xử vì tội làm cướp biển. Tất cả, ngoại trừ Thompson và thuyền phó nhất là James Alexander Forbes, đều bị treo cổ. Để cứu lấy mạng sống của mình, cả hai đồng ý dẫn người Tây Ban Nha đến kho báu bị đánh cắp. Họ đưa người Tây Ban Nha đến tận quần đảo Cocos rồi nhân cơ hội bỏ trốn vào rừng rậm. Kể từ đó chẳng có ai nhìn thấy Thompson, thuyền phó nhất, và kho báu nữa, mặc dù người ta tin rằng Thompson đã quay trở lại Newfoundland với sự trợ giúp của một con tàu săn cá voi. Forbes chọn định cư ở bang California, trở thành một doanh nhân thành đạt, nhưng không bao giờ trở lại hòn đảo này lần nào nữa.

## Truy tìm kho báu
Kể từ thời điểm đó, hàng trăm thợ săn kho báu đã đổ xô đến đảo Cocos và cố gắng truy tìm Kho báu Lima, đôi khi còn gọi là Chiến lợi phẩm Lima, hoặc Kho báu Đảo Cocos. Một trong những người nổi bật nhất là August Gissler người Đức, sống trên đảo từ năm 1889 đến 1908. Một người khác là trùm xã hội đen người Mỹ Bugsy Siegel và một người khác là nhà thám hiểm người New Zealand Frank Worsley. Không ai thành công trong việc tìm thấy kho báu. Một giả thuyết cho rằng kho báu hoàn toàn không được chôn cất trên quần đảo Cocos mà trên một hòn đảo vô danh ngoài khơi Trung Mỹ. Chính phủ Costa Rica không cho phép săn tìm kho báu nữa và tin rằng không có kho báu nào tồn tại trên hòn đảo này cả.
Nhấn mạnh truyền thuyết này là một số sự kiện:
- 1] Năm 1855, một tờ báo ở New York đã in một bức thư năm 1854 từ San Francisco, California kể lại rằng có một đoàn thám hiểm kho báu đến Đảo Cocos dựa trên lời thú tội gần như chết trong gang tấc - ám chỉ kho báu không đến từ Lima mà được cho là đến từ con tàu galleon của Tây Ban Nha đã bị cướp biển bắt vào năm 1816 và chôn vùi trên đảo Cocos.[5]
- 2] August Gissler sống trên đảo Cocos từ 1889 đến 1908; cuộc tìm kiếm kho báu của ông này cũng không thành công: trong hơn hai mươi năm ông ấy chẳng bao giờ tìm thấy nhiều hơn sáu đồng tiền vàng dù đã chăm chỉ tìm kiếm.
- 3] Đến năm 1929, phiên bản của cái gọi là Thánh đường Lima/Kho báu Lima được in trên một tờ báo của Mỹ.[6]

## Treasure of Lima: A Buried Exhibition
Một dự án nghệ thuật mang tên Treasure of Lima: A Buried Exhibition (Kho báu Lima: Triển lãm bị chôn vùi) đã diễn ra trên đảo Cocos vào tháng 5 năm 2014. Các tác phẩm nghệ thuật của 40 họa sĩ khác nhau giấu trong một hộp chứa đựng được chôn ở một địa điểm bí mật, riêng tọa độ thì đem bán đấu giá.